# Piwnica Świdnicka

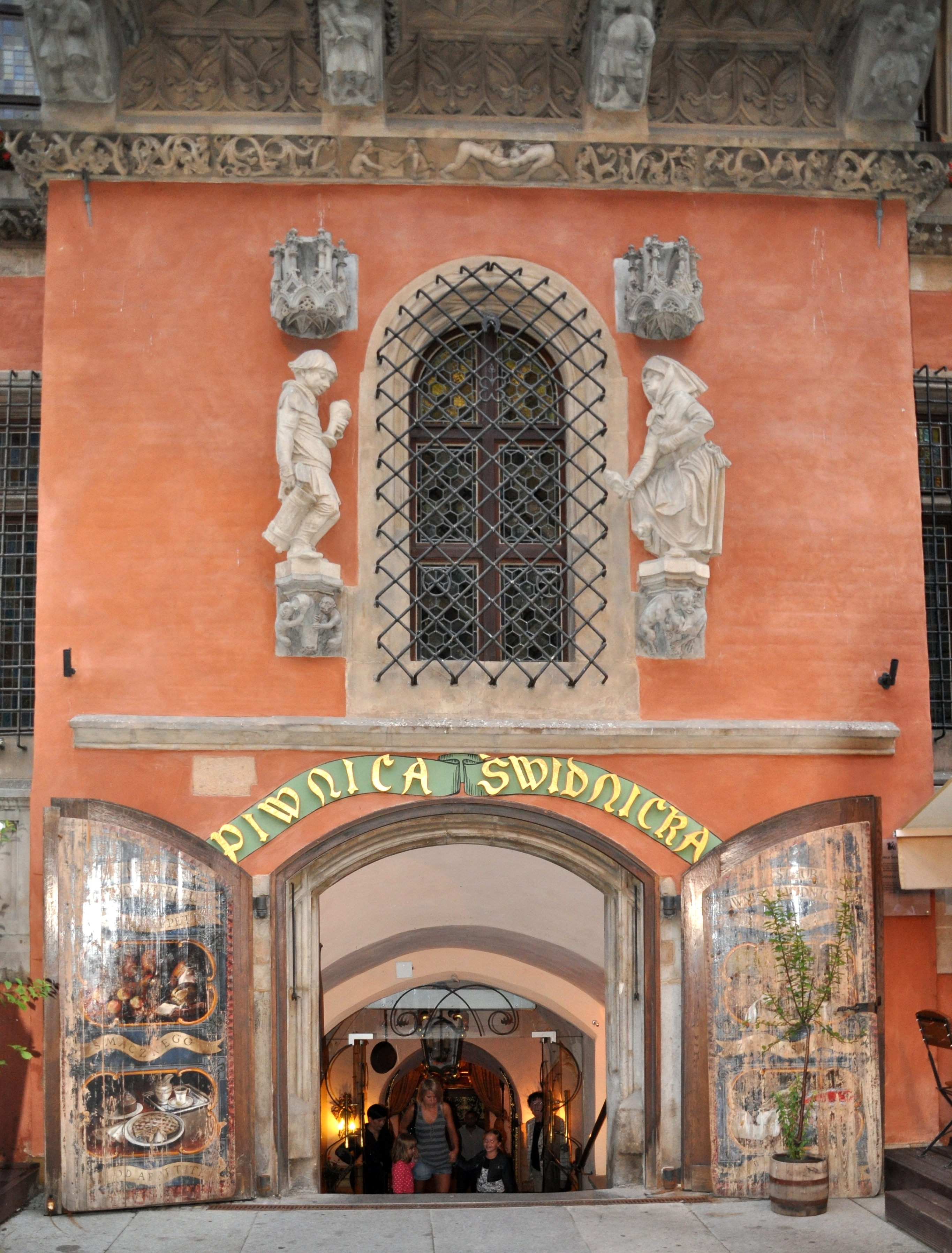
Lối vào nhà hàng, từ phía nam của tòa thị chính Wrocław (2010)

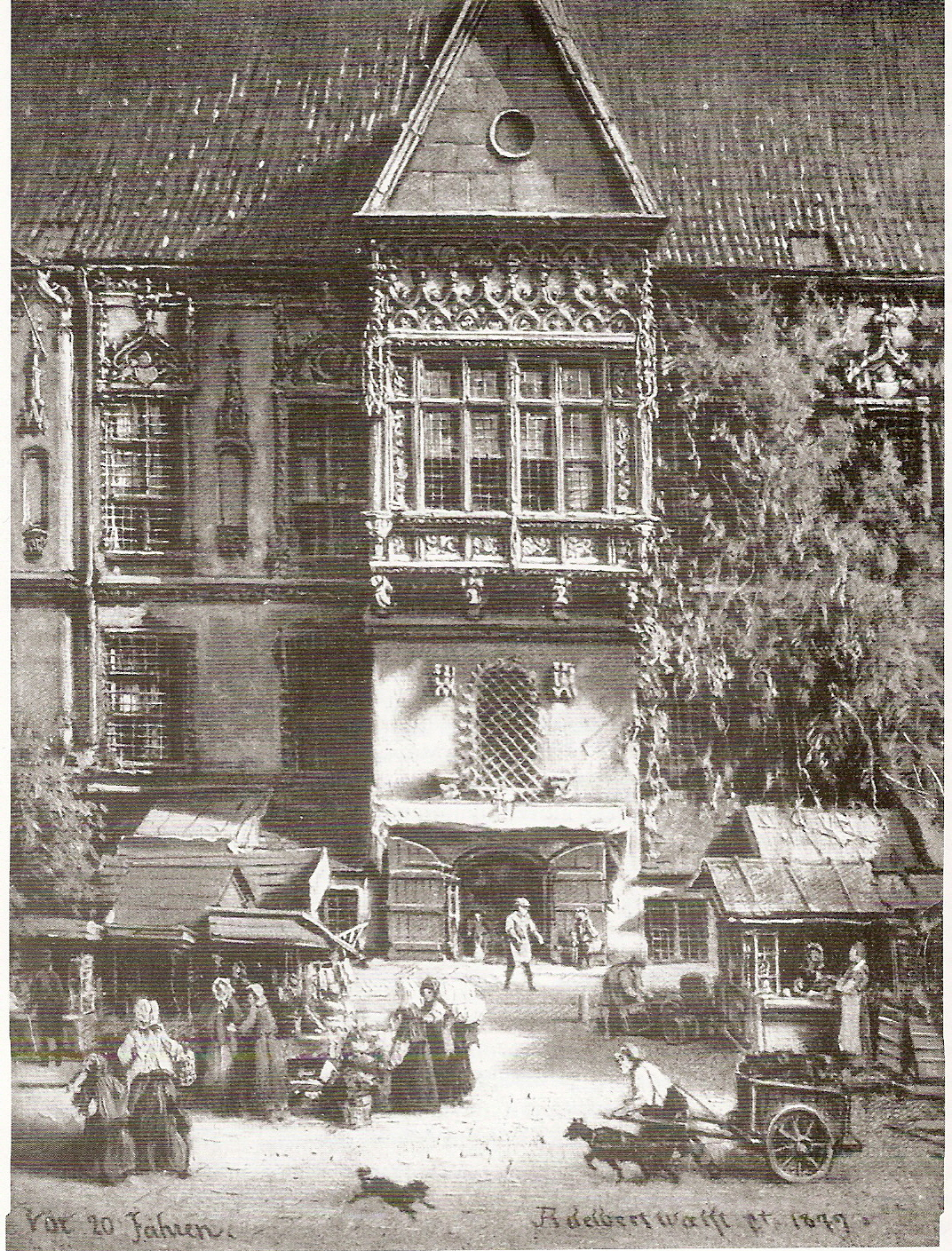
Lối vào nhà hàng năm 1859

Piwnica Świdnicka là một nhà hàng, nằm ở tầng hầm của Tòa thị chính cổ Wroclaw, được xếp vào các di tích lịch sử ở Ba Lan. Nhà hàng mở cửa từ sau năm 1273, đây là nhà hàng lâu đời nhất ở Ba Lan, và cũng là một trong những nhà hàng cổ nhất tại Châu Âu. Vì lý do hành chính và phải trùng tu, nhà hàng tạm thời đóng cửa vào cuối năm 2017, nhưng sẽ được mở trở lại.

## Bên trong nhà hàng
Từ sảnh ngoài đi vào là phòng chờ của nhà hàng (có quầy bar). Nhà hàng ngày nay, có tổng cộng 8 phòng khách.
Những phòng này được phân ra như sau:
- Đại sảnh đi vào từ cửa phía nam của tòa thị chính
- Phòng bình dân (Sala Chłopska)
- Phòng hoàng gia (Sala Mieszczańska)
- Phòng chủ tịch (Sala Rajców)
- Phòng bồi thẩm đoàn (Sala Ławników)
- Phòng thương gia (Sala Hanzy)
- Tầng hầm (Loch)
- Khu vực để thùng rượu, bia (Beczka)
- Một phòng được gọi là Tầng hầm Hoàng tử (Sala Książęca), vì nó có vị trí ở dưới Sảnh Hoàng tử ở tầng trệt.
- Phòng bar

## Lịch sử
Vào ngày 28 tháng 9 năm 1273, Wrocław được Công tước Heinrich IV của vùng Silesia, cho phép phục vụ rượu và bia của địa phương. Từ đó, thành phố đã cho xây dựng một quán bia dưới tầm hầm của Tòa thị chính cổ Wroclaw vào khoảng năm 1275. Từ thế kỷ 14, bia của vùng Świdnica đã trở nên quen thuộc tại Wrocław, đó là lý do tại sao nhà hàng đặt tên là Piwnica Świdnicka.
Từ năm 1884 đến năm 1891, nhà hàng Piwnica Świdnicka được trùng tu dưới sự chỉ đạo của kiến trúc sư Carl Johann Lüdecke. Sau đó, vào năm 1892, nhà điêu khắc người Đức, Christian Behrens đã thêm những họa tiết vào cánh cổng (lối đi vào nhà hàng từ phía nam của Tòa thị chính). Lần cải tạo tiếp theo diễn ra sau 9 tháng đóng cửa vào năm 1904. Năm 1919, nhà hàng được xây thêm một lỗ thông khói vì thế mà có thêm không gian đủ cho 700 khách. Sau đó, từ năm 1936 đến năm 1938, nhà hàng lại được trùng tu một lần nữa.
Từ mùa xuân năm 1945 đến mùa xuân năm 1946, Piwnica Świdnicka được sử dụng làm bệnh viện. Cho đến 10 năm sau, Câu lạc bộ Thanh niên Lao động (Klub Młodzieży Pracującej) mới mở quán bar, rạp chiếu phim trong và phòng chơi bi-a trong đó. Do gặp phải khó khăn kinh tế, câu lạc bộ lại bị đóng cửa. Sau đó, từ năm 1996 đến năm 2002, Piwnica Świdnicka được trùng tu để làm nhà hàng trở lại. Năm 2017, nhà hàng tạm thời bị đóng cửa do tranh chấp hành chính của chủ nhà hàng với chính quyền địa phương, sau đó đã được dự định sẽ mở lại.

## Tư liệu

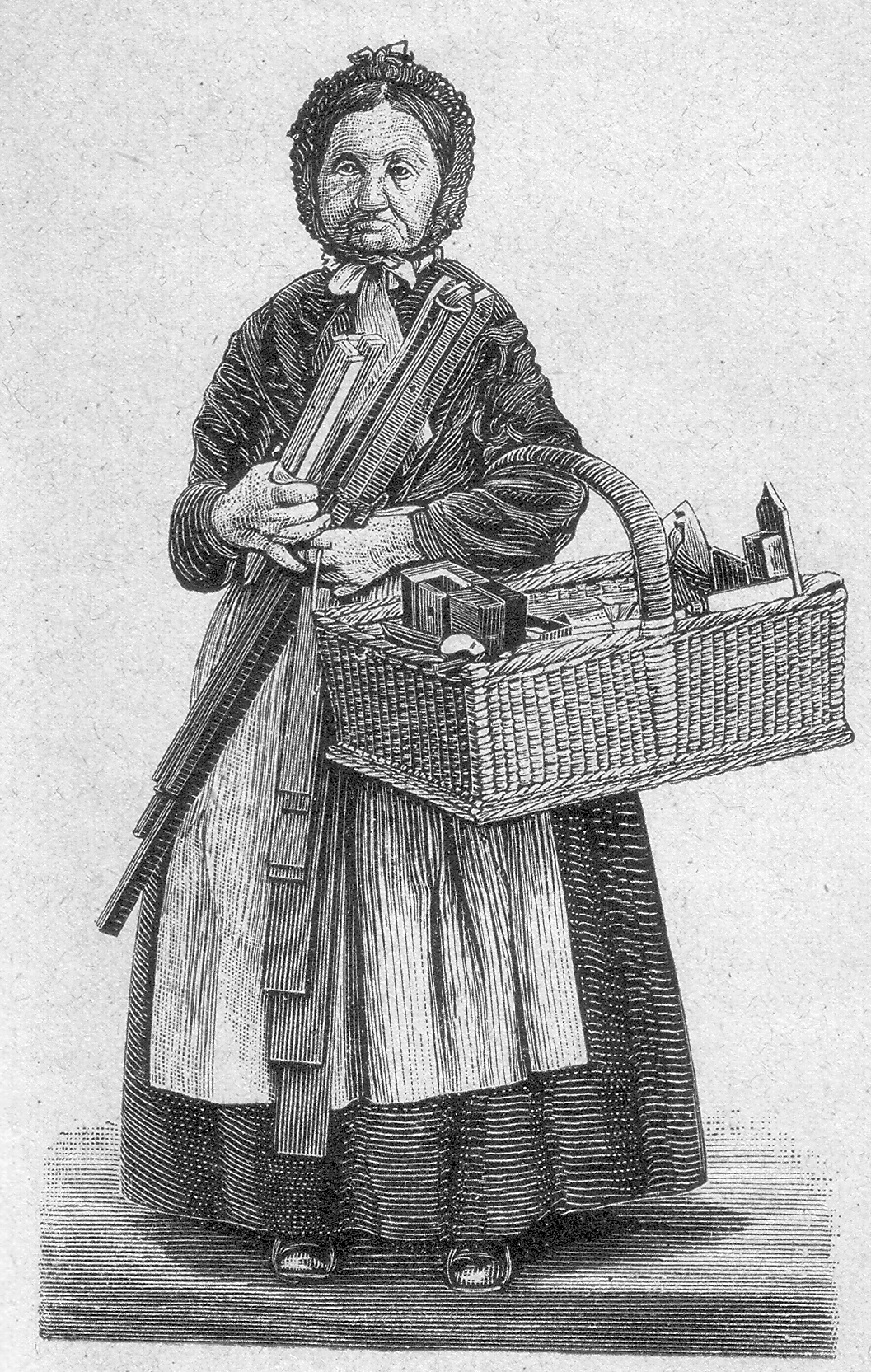
Bà Ellen Malchen

Nhiều tư liệu quý về người dân ở Wrocław, vẫn còn được lưu giữ trong nhà hàng. Sau đây là một vài ví dụ:
- Bruder Alex. Đây là một tu sĩ đến từ Oswitz, ông là khách hàng quen thuộc của Piwnica Świdnicka vào những năm sau 1700. Ông thường hay được mời uống bia miễn phí tại đây.
- Post-Wilhelm là một nhân viên bưu điện khánh kiệt. Vào những năm 1860, ông thường xuyên phải uống bia thừa ở đây.
- Ellen-Malchen, tên thật là Amalie Renner. Từ năm 1824 đến năm 1884, bà hay đi từ bàn này sang bàn khác vào mỗi buổi tối, với một chiếc giỏ cầm tay để bán dụng cụ mỹ thuật, búp bê và vài món đồ chơi nhỏ khác.
- Người bán thìa, người này đã ngồi ở nhà hàng vào khoảng năm 1860 và bán những chiếc thìa chạm khắc trong một chiếc khay.
- Fetzenpopel là một người phụ nữ quấn vải trên đầu hay đi qua đây.
- Dr. Nagel, một vị bác sĩ hay tự mình đi mua bia để mang về tại Piwnica Świdnicka vào mỗi tối, khoảng thế kỷ 19.
- Neumann, được gọi là Bohemian Loan, vì anh ta cho mỗi người nói chuyện với anh ta một đồng bạc Groschen.
- Säge-Wilhelm, một người thợ mộc hay vác theo một chiếc cưa vào nhà hàng.

## Các hội sinh viên
Nhiều hội đoàn sinh viên Wroclaw đã thường xuyên đặt bàn tại nhà hàng. Các hội sinh viên thường đặt phòng đẹp nhất trong nhà hàng, Sala Książęca. Raczek là hội đầu tiên đặt bàn tại đây. Tiếp đến có hội Arminia năm 1848, Leopoldina năm 1852 và Germania năm 1859, Vandalia và sau đó là hội Cheruskia. Do không đủ chỗ, hội Saxo-Silesia còn phải đặt thêm cả phòng Sala Mieszczańska. Các hội Công giáo Marchia, Winfridia, Salia và Rheno-Palatia, cũng trở thành khách hàng quen thuộc từ năm 1906.

## Các vị khách nổi tiếng

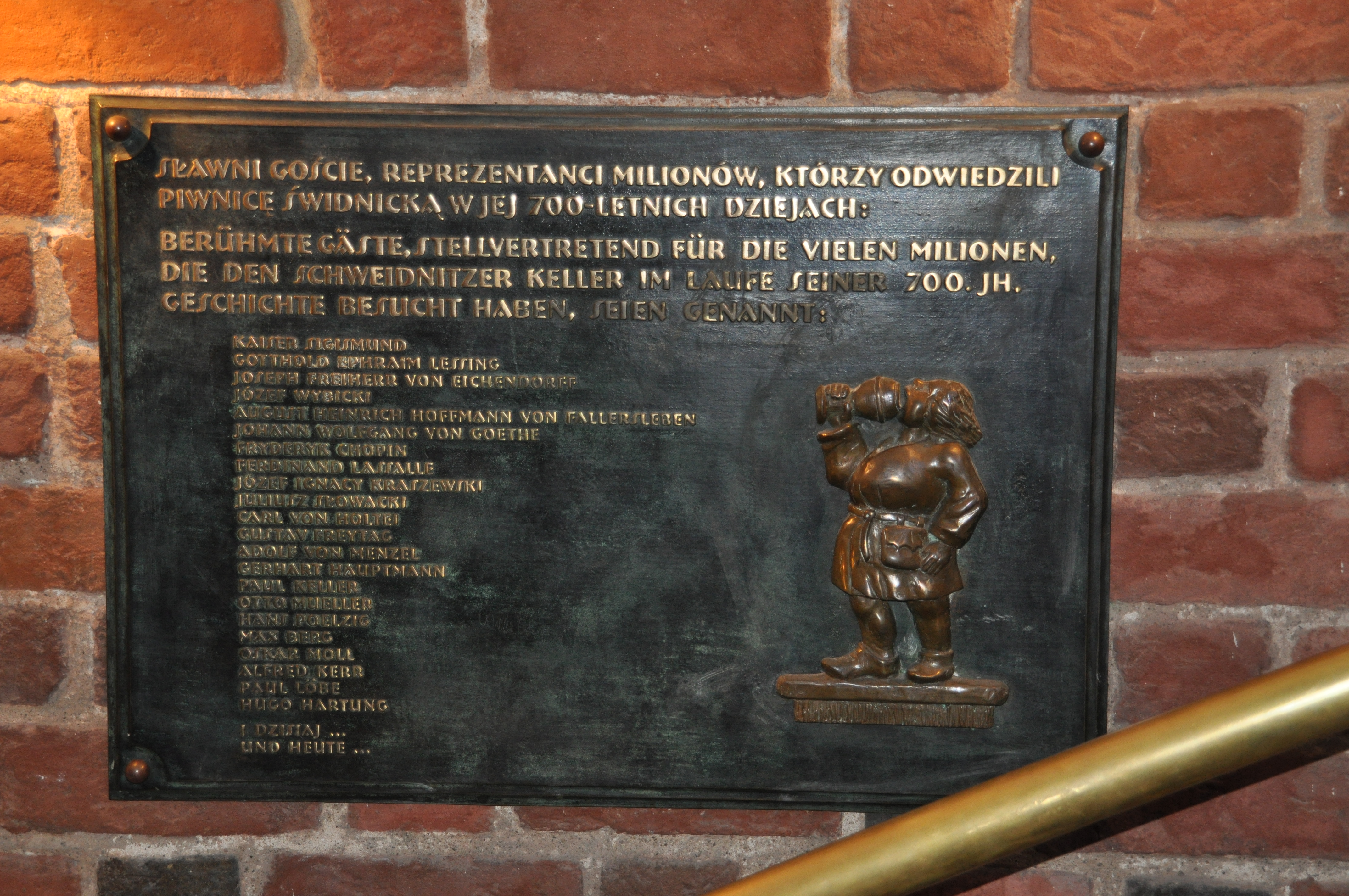
Tấm bảng khắc tên những vị khách nổi tiếng ở lối vào nhà hàng.

Ở Wrocław, người ta vẫn hay nói: "Nếu chưa ghé Piwnica Świdnicka, thì coi như chưa đến Wrocław!" Nhà hàng đã từng được rất nhiều vị khách nổi tiếng đến thăm, trong số đó có thể kể đến:
- Frédéric Chopin
- Carl von Holtei
- Johann Wolfgang von Goethe
- Alfred Kerr
- Józef Ignacy Kraszewski
- Hoàng đế Sigismund năm 1420 [3]
- Kaiser Wilhelm I, Otto von Bismarck và Helmuth Karl Bernhard von Moltke. Tháng 6 năm 1869 [5]

## Trong văn học
- Karl Fr. Kretschmer: Những kỷ niệm về hội Kretschmer và hầm Schweidnitzer ở Breslau. Trong: Niên giám GGB 1979: Berlin 1978 trang 123-134
- B. Emil König: Cuốn sách từ hầm Schweidnitzer. Nhà xuất bản Otto Gutsmann, Breslau 1886
- H. Markgraf: Breslaus Schweidnitzer Keller từ ngày 14 đến ngày 20 Thế kỷ. Breslau: Graß, Barth u. Comp. 1904
- Thomas Maruck: Căn hầm Schweidnitzer ở tòa thị chính Wroclaw. Bergstadtverlag, Würzburg 2009
- Rudolf Stein:[4] Hầm Schweidnitzer ở tòa thị chính Breslau. Một tấm gương về lịch sử Wroclaw và nghệ thuật tận hưởng cuộc sống. Verlag Wilhelm Gottlieb Korn, Breslau 1941 (bản số hóa), tái bản Würzburg, 1982.